# Bilal-Moschee Heilbronn
Die Bilal-Moschee Heilbronn ist eine vom Bilal-Verein e.V. betriebene Moschee, in einem dreigeschossigen Beton-Gebäude in der Heilbronner Burenstraße 23, Ecke Feyerabendstraße, in dem auch der vom Verfassungsschutz beobachtete Verein HRGID e.V. („Hoher Rat der Gelehrten und Imame in Deutschland“), Gründungsjahr 2010, seinen Sitz hat.

## Beschreibung
Das Landesamt für Verfassungsschutz rechnet den Heilbronner Verein dem politischen Salafismus zu, dessen Vertreter gerne missionierten. Im Gegensatz zu dschihadistischen Salafisten lehnten sie Gewalt jedoch ab.
Der Verein hat Kontakte zu führenden Köpfen der Salafistenszene, wie zu denen der Al-Mushinin-Moschee in Beuel bei Bonn. Der Verein gründete einen „Hohen Rat“ in Heilbronn. Der Imam des Vereins, Neil ibn Radhan, ein saudischstämmiger islamistischer Prediger, hatte 2009 ein Rechtsgutachten von Muhammad al-Uthaimin, der in salafistischen Kreisen als eine der religiösen Hauptfiguren betrachtet wird, ins Deutsche übersetzt.
Ziele des Vereins liegen darin, die islamischen „religiösen Fundamente“ aufrechtzuerhalten, Institute zur Ausbildung von Imamen und Predigern zu gründen und Fachleute der islamischen Scharia bereitzustellen.
Die „Heilbronner Salafisten“ haben Verbindungen in ganz Deutschland. Es gab eine Einladung der Heilbronner Salafisten zu einem Islamseminar im Mai 2012 in Bonn, wo es am 9. Mai 2012 zahlreiche Ausschreitungen zwischen Polizei und Salafisten gegeben hat, bei welchen einige Polizisten durch Messerstiche verletzt wurden. Teilnehmer des Islamseminars waren führende Köpfe der Salafistenszene. Das Seminar fand in der Al-Mushinin-Moschee in Beuel, einem Ortsteil von Bonn, einer Salafisten-Hochburg, statt. (Salafismus in Deutschland).